# Octopus (band)
Octopus was een Vlaams/Britse band uit Heist op den Berg, met onder meer Paul Michiels en Robert Vlaeyen als groepsleden. Ze zijn voortgekomen uit de groep The Bats waar ook de broer van Robert, de latere televisieproducent René Vlaeyen en Gerard Opdebeeck ( de beste ) in speelden.
Ze kregen een platencontract bij de Vlaamse wafelbakker, en latere eigenaar van Radio Mi Amigo, Sylvain Tack. Op hun debuutsingle Hey na na zongen de radio- en televisiepresentatoren Zaki en Mike Verdrengh mee in het achtergrondkoortje.
Bij Tack was ook Paul Severs onder contract. Zijn hit Ik ben verliefd op jou werd in de Engelse vertaling I'm so in love with you in 1974 de doorbraak voor Octopus in Vlaanderen.
Toen dat nummer op de hitparade stond verkocht Tack zijn platenlabel aan het Nederlandse Telstar.
Na die overname werd de groep meer en meer een closeharmony groep. Eigenaar Johnny Hoes stelde voor om het album Oldies but goldies op te nemen met uitsluitend Amerikaanse crooners.
Met dit succesvolle album brak de groep ook door in Nederland en leverde hits op als Cry en South of the border.
In 1980 wilde de groep terug naar zijn eigen sound, en bracht het album Tonight uit,  in techniek van Peter Vincent en productie van Erwin Musper en Pierre Beckers. Uit dat album werd de single All alone uitgebracht, wat in België nog een klein hitje opleverde.
Daarna viel de groep uit elkaar. Paul Michiels had nog een solohit als P.P. Michiels en vormde later met Jan Leyers de groep Soulsister.
Compilatie CD met hun belangrijkste werk:
- Greatest hits, uitgebracht op het label Telstar (PRCD2010022), gedistribueerd door Pink Records (barcode 87135452102240).